# 山崎直子 (宇宙飛行士)
山崎 直子（やまざき なおこ、旧姓：角野（すみの）、1970年〈昭和45年〉12月27日 - ）は、宇宙飛行士。宇宙政策委員会委員（2012年7月 - ）、女子美術大学客員教授（2014年4月 - ）。千葉県松戸市生まれ。

## 来歴
プラネタリウムやボイジャーが送ってきた画像、アニメの宇宙戦艦ヤマトなどから影響を受け、またチャレンジャー号爆発事故のニュースを受け「亡くなった宇宙飛行士たちの意思を引き継いで、宇宙の素晴らしさを子供たちに伝えたい」と思い、宇宙を志した。
東京大学大学院工学系研究科修了後、宇宙開発事業団に入社。国際宇宙ステーションの開発業務に従事しながら宇宙飛行士を目指し、入社3年後、2度目の受験で宇宙飛行士に選抜された。日本人女性宇宙飛行士としては向井千秋に続き二人目。2006年2月に、アメリカ航空宇宙局(NASA)の搭乗運用技術者に認定され、2008年5月には搭乗者支援宇宙飛行士として土井隆雄のミッションを支援した。
2010年4月にISS組み立てを主任務とするSTS-131(19A)ミッションに参加、ロードマスター（物資の移送責任者）として移送物資の管理や、作業の指揮を担当した。
2010年4月5日（日本時間、以下同）、スペースシャトル・ディスカバリーに搭乗しケネディ宇宙センターから打ち上げ、飛行二日目にはシャトルのロボットアームとセンサ付き検査用延長ブーム(OBSS)を使い軌道上で機体の点検を行う。7日にISS到着、ISS23次長期滞在中の野口聡一飛行士らに迎えられる。滞在中は、ステファニー・ウィルソン飛行士と共にISSのロボットアームを操作し補給物資を搭載した多目的補給モジュール「レオナルド」をシャトルの貨物室からISSへ移動、その後他の飛行士と共にレオナルドから実験ラックや冷凍冷蔵ラック、個室ラックなどの機器や資材、補給物資の搬入を行った（ISSからレオナルドへの搬出も同様。移設物件の内訳についてはミッション記事を参照）。これらの任務の他、地上との交信行事やきぼうで持参の福山琴（特注の小型の物）の演奏や俳句の創作と募集なども行った。17日にディスカバリーでISSを離脱し、20日ケネディ宇宙センターに帰還した。
スペースシャトルは2011年（平成23年）限りで退役したため、山崎は日本人として最後のシャトル搭乗者となった。国際宇宙ステーション（ISS）の日本人女性初の長期滞在も期待されていたが、2011年8月に引退を表明。これによって、要員減で日本の宇宙計画の練り直しが必要になった。国際宇宙ステーションでは、一般人の宇宙生活実現に向けた女性の医学データの取得なども検討されていた。
2011年5月から、宇宙飛行士の肩書でウェブサイト論座（当時はWEBRONZA）の科学・環境執筆者に加わった。2012年7月に宇宙政策委員会委員、2013年に札幌市青少年科学館名誉館長、2014年に女子美術大学客員教授、2018年に鳥取県宇宙部長に就任した。2020年からは岐阜かかみがはら航空宇宙博物館のアンバサダーに就任した。

## 人物
- 幼少期に札幌に住んでいたことがあり、そこで星を観る会に家族で参加したことが、宇宙を目指す1つの大きなきっかけになったと語っている[11]。
- 少女時代に松戸市民会館に併設のプラネタリウムに足繁く通い、影響を受けたという。現在このプラネタリウムには、山崎が国際宇宙ステーション組み立てミッションに参加した事を記念して「NAOKO SPACE PLANETARIUM」の愛称が付けられている。また、会館の敷地内には松戸中央ロータリークラブより寄贈された記念碑が建てられている。松戸市では山崎が地球に帰還した4月20日を「まつど宇宙と科学の日」としている[12]。
- 宇宙飛行士に選抜される以前から、宇宙工学を専攻して自らきぼうなどの開発に従事した、有人宇宙機開発エンジニアでもある。将来の夢として「日本で有人宇宙船を開発して打ち上げたい」とも語っている[13][1]。
- 2000年（平成12年）12月に三菱スペース・ソフトウエア社員の山崎大地と結婚し2女をもうけたが、2012年2月、夫の大地が離婚届けを提出し、離婚した事が報じられた[14]。
- 2007年（平成19年）、WOWOWアニメ『ロケットガール』に、物語の主人公である架空の女性宇宙飛行士についてコメントするJAXA宇宙飛行士（山崎本人）役として特別出演した[15]。
- 2007年、ディスカバリーチャンネルDVDの宇宙作品ダイジェストを納めたケロッグ「宇宙DVD」の中で、特別付録としてインタビュー出演。
- 実父は陸上自衛官（防大3期）で第1空挺団の幹部自衛官（元陸上自衛隊需品学校副校長・最終階級1等陸佐）であった。宇宙飛行士を志したのは落下傘降下する父親の姿の影響を受けたのではとする説もある[16]。
- STS-131ミッション中、恒例の宇宙飛行士個人に向けたモーニング・コールの曲には、『ハトと少年』（アニメ映画『天空の城ラピュタ』より）、『瑠璃色の地球』（松田聖子）が用意された[17]。
- 宇宙滞在中は無重力状態で長い髪が放射状に広がるため（向井千秋はショートカットだったので日本人では初めてのケース）、常に髪留めを着けていた。髪留めは特注で作らせたもので、ISSと地球がデザインされていた[18]。
- 宇宙から帰還後、ケネディ宇宙センター滞在中に髪をバッサリ切り、帰国会見にはショートカットで登場した。2010年4月20日に発生したメキシコ湾原油流出事故に対して油の吸着材として髪の毛を寄付する運動があり、提供したという[19]。

## 略歴
- 1986年3月 - 松戸市立第一中学校卒業。
- 1989年3月 - お茶の水女子大学附属高等学校卒業
- 1993年3月 - 東京大学工学部航空学科卒業
- 1994年 - 1995年ロータリー財団国際親善奨学生としてメリーランド大学へ留学
- 1996年
  - 3月 - 東京大学大学院工学系研究科航空宇宙工学専攻修士課程修了
  - 4月 - 宇宙開発事業団（現・宇宙航空研究開発機構、JAXA）に入社
- 1999年2月 - 古川聡、星出彰彦とともに国際宇宙ステーションに搭乗する宇宙飛行士候補者に選ばれる。
- 2000年12月 - 山崎大地と結婚。
- 2001年
  - 9月 - 宇宙飛行士に正式採用される。
  - 11月 - 松戸市民栄誉賞受賞[20]。
- 2002年8月 - 長女を出産。
- 2004年5月 - ロシアのソユーズ宇宙船のフライトエンジニアの資格を取得。
- 2006年2月 - アメリカ航空宇宙局(NASA)のスペースシャトルの搭乗運用技術者（MS）の資格を取る。
- 2008年11月 - STS-131のクルーに任命される[21]。
- 2010年
  - 4月5日 - 4月20日国際宇宙ステーション組み立てミッション(19A)参加のためスペースシャトル・ディスカバリー（STS-131）に搭乗。
  - 6月18日 - 松戸市名誉市民顕彰[22]。
  - 7月6日 - 千葉県県民栄誉賞受賞[23]。
  - 12月 - JAXAを休職し東京大学中須賀真一研究室の非常勤研究員となる。
- 2011年
  - 5月 - 第2子の妊娠を発表
  - 8月 - 休職中のJAXAを同月限りで退職[24]
  - 10月 - アメリカ合衆国で次女を出産[24][25]
- 2012年2月 - 山崎大地と離婚[14]
- 2013年1月 - 札幌市青少年科学館の名誉館長に就任[8]
- 2014年4月 - 女子美術大学芸術学部アート・デザイン表現学科メディア表現領域客員教授に就任。
- 2018年 - 一般社団法人Space Port Japan代表理事に就任[26]。
- 2021年6月 - 公益財団法人日本宇宙少年団理事長に就任[27]。

## 趣味
- 琴、書道、スキューバダイビング、テニス、ジャズダンス[2]。

## 著書
- 『何とかなるさ! 』（サンマーク出版、2010年） ISBN 978-4-7631-9992-8
- 『なおこ、宇宙飛行士になる』（角川書店、2010年） ISBN 978-4-0463-1114-6
- 『夢をつなぐ 山崎直子の四〇八八日』（角川書店、2010年、後に文庫化） ISBN 978-4-0488-5067-4
- 『瑠璃色の星』（大型本、世界文化社、2010年） ISBN 978-4418105021
- 『宇宙飛行士になる勉強法』（中央公論新社、2015年） ISBN 978-4-1220-6139-2
- 『宇宙飛行士は見た 宇宙に行ったらこうだった!』（リピックブック、2020年） ISBN 978-4908154270
- 『僕たちはいつ宇宙に行けるのか』竹内薫との共著（青春出版社、2022年） ISBN 978-4413113847

## メディア出演
テレビ
- 『スタジオパークからこんにちは』（NHK総合、2010年11月2日）
- 『課外授業 ようこそ先輩』（NHK総合、2010年12月12日）
- 『Science View』（NHKワールドTV、2013年7月9日（UTC）他）
- 『サンデーモーニング』（TBSテレビ、2013年9月1日）
- ドラえもん50周年「夢いっぱいの“ひみつ道具”がここまで実現！」 - （2020年1月2日、NHK）
- 『正解の無いクイズ』（テレビ東京、2023年4月4日 - ）

ラジオ
- 『大林組 presents 宇宙飛行士・山崎直子の夢の架け橋』（TBSラジオ、2018年10月7日 - 12月27日）

### 動画
- 山崎直子宇宙飛行士「帰地球」報告会 東大TV - YouTube 2010/07/08
- 母なる宇宙から見る地球 - 山崎 直子 - TEDxHaneda - YouTube 2010/07/08
- 女性が輝く世界をつくる1：WAW！日本から世界へ - YouTube 2015/02/09
- 山崎直子「宇宙飛行士の活動」ー第12回東大テクノサイエンスカフェ - YouTube 2016/03/19